# خاطرات مبهم
خاطرات مبهم ششمین آلبوم از خوانندۀ راک ایرانی، رضا یزدانی، است که در اسفند ماه سال ۱۳۹۱ به تهیه‌کنندگی علی اوجی و توسط تصویر گستر پارس منتشر شد.
این آلبوم ده قطعه دارد که موسیقی بیشتر قطعات آن را کارن همایونفر برعهده داشته و تنظیم کرده‌است.
رضا یزدانی در این آلبوم علاوه بر خوانندگی به نوازندگی و ساخت ملودی قطعات بلاتکلیف، فیلم کوتاه، حرف‌های بی مخاطب و نوار هم پرداخته است. همچنین ترانه‌های این اثر توسط احسان گودرزی، اندیشه فولادوند، علیرضا باران، حسن علیشیری، قیصر امین پور و علی کمارجی سروده شده‌است.

## فهرست ترانه‌ها
مدت آهنگ‌ها از بییپ تونز بدست آمده‌است.
| شماره      | نام               | سراینده         | آهنگساز       | مدت   |
| ---------- | ----------------- | --------------- | ------------- | ----- |
| ۱.         | «بلاتکلیف»        | اندیشه فولادوند | رضا یزدانی    | ۵:۱۲  |
| ۲.         | «فیلم کوتاه»      | احسان گودرزی    | رضا یزدانی    | ۳:۵۰  |
| ۳.         | «کجا گمت کردم؟»   | حسن علیشیری     | کارن همایونفر | ۵:۱۶  |
| ۴.         | «ادامه بده»       | احسان گودرزی    | کارن همایونفر | ۵:۱۳  |
| ۵.         | «حرف‌های بی مخاطب» | علیرضا باران    | رضا یزدانی    | ۳:۱۹  |
| ۶.         | «گرامافون»        | اندیشه فولادوند | کارن همایونفر | ۵:۴۸  |
| ۷.         | «نوار»            | علی کمارجی      | رضا یزدانی    | ۴:۳۳  |
| ۸.         | «حرف آخر»         | قیصر امین پور   | کارن همایونفر | ۳:۵۷  |
| ۹.         | «طهران، تهران»    | اندیشه فولادوند | کارن همایونفر | ۶:۵۳  |
| ۱۰.        | «شک می‌کنم»        | اندیشه فولادوند | کارن همایونفر | ۶:۱۷  |
| مجموع مدت: | مجموع مدت:        | مجموع مدت:      | مجموع مدت:    | ۵۰:۱۸ |

## دست‌اندرکاران
- کارن همایونفر – پیانو
- ميلاد عدل – گیتار الکتریک، گیتار آکوستیک
- آرش زمانيان – گیتار بیس
- رضا یزدانی – خواننده، گیتار الکتریک در قطعات «ادامه بده» و «طهران، تهران»
- فیروز ویسانلو – گیتار کلاسیک، آکوردئون
- محمد خرمی‌نژاد – درام
- میثم مروستی – ویولن
- علی جعفری پویان – ویولن
- بابک صفرنژاد – سازدهنی